# کریستین کروگر
کریستین کروگر (انگلیسی: Christiane Krüger؛ زادهٔ ۸ سپتامبر ۱۹۴۵) هنرپیشه، و بازیگر سینما اهل آلمان است.
از فیلم‌ها یا برنامه‌های تلویزیونی که وی در آن نقش داشته‌است می‌توان به آخرین نبرد، دو ساد و دورو اشاره کرد.